# (6609) 1992 BN
(6609) 1992 BN es un asteroide perteneciente al cinturón de asteroides, región del sistema solar que se encuentra entre las órbitas de Marte y Júpiter, descubierto el 28 de enero de 1992 por Seiji Ueda y el astrónomo Hiroshi Kaneda desde el Kushiro Marsh Observatory, Hokkaido, Japón.

## Designación y nombre
Designado provisionalmente como 1992 BN.

## Características orbitales
1992 BN está situado a una distancia media del Sol de 2,998 ua, pudiendo alejarse hasta 3,340 ua y acercarse hasta 2,655 ua. Su excentricidad es 0,114 y la inclinación orbital 11,391 grados. Emplea 1895,85 días en completar una órbita alrededor del Sol.
Pertenece a la familia de asteroides de (221) Eos.

## Características físicas
La magnitud absoluta de 1992 BN es 12,11. Tiene 14,211 km de diámetro y su albedo se estima en 0,167.